# Astronomía extragaláctica

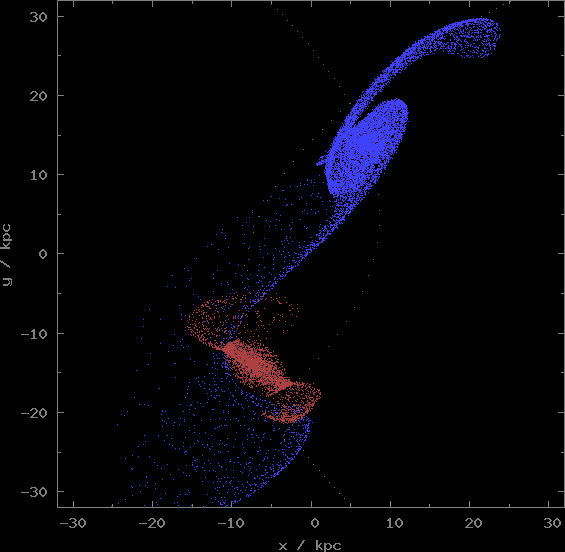
Representación de galaxias en colisión.

Se llama astronomía extragaláctica al estudio de objetos fuera de la Vía Láctea, abarcando análisis de movimientos en galaxias y su grupos, la evolución y estructuras en el universo.
Distinguiéndose astronomía galáctica y de la astronomía estelar.
La astronomía extragaláctica nació como tal cuando Edwin Hubble descubrió las Cefeidas en la nebulosa de Andrómeda, confirmando que por su distancia debía estar fuera de nuestra galaxia y que por su tamaño debería ser una galaxia comparable o incluso más grande que la nuestra.
Más tarde se encontró que las galaxias no se encuentran aisladas, sino formando grupos de diferentes tamaños. Además, existe una organización jerárquica donde agrupaciones más pequeñas forman parte de agrupaciones mayores.